# South Thoresby
South Thoresby est une paroisse civile et un village du Lincolnshire, en Angleterre.